# Christian Meyer
Christian Meyer (Milano, 27 gennaio 1963) è un batterista italiano con cittadinanza svizzera.
È conosciuto per essere il batterista del gruppo Elio e le Storie Tese.

## Biografia
Nasce a Milano il 27 gennaio 1963 da padre svizzero e madre milanese; dall'età di 11 anni inizia a studiare la batteria con il Maestro Enrico Lucchini. All'età di 18 anni opta per la sola cittadinanza svizzera, per evitare il servizio militare.
Fin dai primi anni ottanta cominciano le collaborazioni professionali. Nel 1982 si trasferisce a Francoforte per un anno e collabora con musicisti brasiliani e statunitensi. Nel 1983, tornato in Italia riprende lo studio della batteria ed inizia le prime collaborazioni musicali nell’ambito del jazz facendosi le ossa al Capolinea di Milano dove suona tutti i sabato sera con il quintetto Bolii-Bozza. Nel 1987 entra a far parte del gruppo jazz "ARP Quintet" e con il percussionista Naco nel sestetto di Tino Tracanna.
Nel 1990 entra a far parte ufficialmente del gruppo Elio e le Storie Tese considerandola “una band di alta qualità musicale”. Rimarranno uniti per più di 30 anni condividendo svariate avventure dal vivo e in studio e guadagnandosi il rispetto dei colleghi appartenenti a qualsiasi ambiente musicale, classico-pop-jazz-rock…
Nel 1999 ha creato insieme ai suoi colleghi una band unica di sole batterie La Drummeria, orchestra di percussioni formata oltre che da Meyer da altri quattro batteristi: Maxx Furian, Ellade Bandini, Paolo Pellegatti, Walter Calloni. La Drummeria si esibisce in spettacolari live basati su assoli di gruppo e momenti teatrali usando i tamburi come mezzi espressivi.
Nel 2002 fonda insieme a Faso e ad Alessio Menconi il Trio Bobo. L'idea nasce dal loro bisogno e dal piacere di affrontare in libertà i generi musicali che preferiscono quali l'afro, il jazz, la latin music e il jazz-rock.
Nel 2003 è stato invitato a Los Angeles alla quarta edizione della “GROOVE NIGHT 04” che ospita i più grandi batteristi del mondo, insieme a Rick Marotta - Michael Bland - John Robinson - David Garibaldi - Questlove - Dave Weckl - Jamie Oldaker - Gerry Brown, ecc. La regola è: vietato fare assoli di batteria ma solo groove con la band.
Nel 2008 la rivista italiana “BATTERIA e PERCUSSIONI” gli dedica la copertina, e viene invitato alla “YAMAHA EUROPEAN GROOVE NIGHT” durante la fiera di Francoforte, insieme a: Tom Brechtlein, Rick Marotta, John Robinson, Akira Jimbo, Tommy Aldridge e altri.
Nel 2009 crea insieme al pianista Paolo Alderighi e al clarinettista Alfredo Ferrario il Color Swing Trio. Una Band entusiasmante che suona la musica degli anni “30 – “40 con grinta, energia e tanto swing!
Nel 2011 ha partecipato alla realizzazione del CD del Cre-Grest 2011 "Battibaleno" degli Oratori delle Diocesi Lombarde insieme a Valerio Baggio ed Herbert Bussini. Il titolo del brano è “Tempo".
Nel 2012 è invitato al TED del TEDxIED (Istituto Europeo di Design) per dire la sua sul “processo creativo” insieme a filosofi, scrittori, architetti e designer; nello stesso anno, la rivista specializzata per batteristi “Drumset Mag” gli dedica la copertina.
Nel 2014 per la prima volta nella sua storia, il colosso giapponese Yamaha Drums dedica un rullante signature ad un batterista svizzero. Viene così prodotto per il mercato italiano ed estero il rullante madreperla da 14x6 pollici “Christian Meyer Signature".
Yamaha Corporation anni prima aveva creato esclusivamente per un tour di Elio e le Storie Tese, la famosa “Yamaha oak custom Svizzera", una batteria con la tipica colorazione della bandiera elvetica.
Nel 2016 Drumset Mag gli dedica la copertina e partecipa a cinque puntate del programma radiofonico Jukebox 900, di Filippo de Finti della RSI.
Nel 2020 Christian entra nel gruppo Heroes (A tribute to David Bowie) insieme a Paolo Fresu, Petra Magoni, Gianluca Petrella, Francesco Diodati e Francesco Ponticelli.

## Collaborazioni
Collaborazioni con musicisti e gruppi
Elio e le Storie Tese, Tino Tracanna Sextet, Cinzia Spata Unit, Attilio Zanchi Quartet, Bruno De Filippi, S. Fanni, Gigi Cifarelli, F. Ambrosetti, M. Bozza, Claudio Bolli Quintet, Claudio Angeleri ARP Quintet, Paolo Damiani, Gianluigi Trovesi Emotion Orchestra, Antonio Faraò, Paolo Fresu, Mina, Amii Stewart, Grande Orchestra di Canale 5 (diretta da Giuseppe Vessicchio), Mauro Negri Jazz Rock Quartet, Enrico Rava, Gianluigi Trovesi, John Stowell, Groove Night Band (Neil Stubenhaus, Ralph Mc Donald, Will Lee, Tower of Power horns, Ross Bolton, ecc.), Stefano Di Battista, Javier Girotto, Dario Deidda, Gianni Giudici Hammond trio, La Drummeria, Frank Gambale, Paolo di Sabatino Band, Orchestra di Fiati della Valtellina (guest. Maurizio Giammarco - Fabrizio Bosso), Dario Faiella Quartet, Eric Marienthal, Eugenio Finardi, Antonella Ruggiero, Steve Lukather, Nathan East, Bob Mintzer, Mike Mainieri.
Collaborazioni con Elio e le Storie Tese
Ornella Vanoni, Santana, Lucio Dalla, Ricchi e Poveri, Gemelle Kessler, Carmen Consoli, Renzo Arbore, Ike Willis (Frank Zappa), Neri per Caso, Irene Grandi, Gialappa's Band (Mai dire gol), Litfiba, Max Pezzali, Sister Sledge, Claudio Bisio, Massimo Ranieri, Gianni Morandi, Elisa (cantante 1977), James Taylor, Giorgia, ecc.
Collaborazioni con batteristi
Ha duettato con Akira Jimbo (Casiopea), Riccardo Lombardo, Sonny Emory (Earth, Wind & Fire), Tullio De Piscopo, Billy Cobham, Mariano Barba, Gregg Bissonette, Andrè “Dede” Ceccarelli, John Robinson (Quincy Jones), Naco, Giovanni Giorgi, Maxx Furian, Russ Miller.
Music Awards:

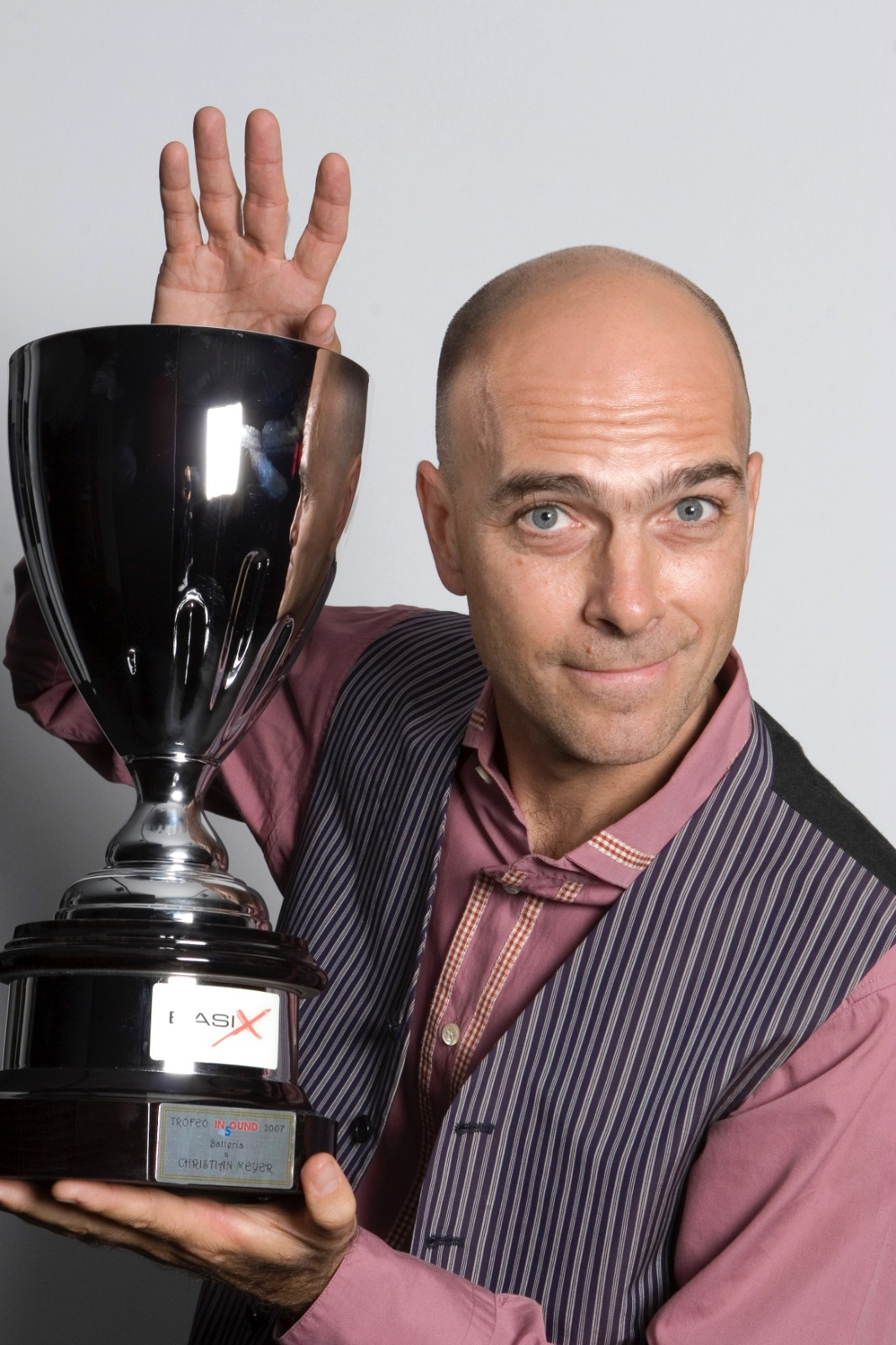
1º premio “In Sound" come miglior batterista italiano

- 1997 - vince con Elio e le Storie Tese, il Telegatto Award Best Italian Video;

- 1999 - vince con Elio e le Storie Tese, l'MTV Europe Music Award al miglior artista italiano;

- 2004 - Christian vince come miglior batterista italiano votato via web su "Drumsportal";

- 2004 - La rivista “Percussioni” nomina i batteristi più votati dai suoi lettori: 1° Dave Weckl, 2° Mike Portnoy, 3° Christian Meyer;

- 2008 - Christian è votato Best Italian Drummer dalla rivista musicale “In Sound";

Sponsors:
- Yamaha Drums dal 1987
- Sabian dal 1992
- Vater dal 1998
- Evans dal 2000

## Discografia
- 1982 - Via Brasil (Ximo & Judy)
- 1985 – Zallizbo (Bolli-Bozza Quintet)
- 1986 - Gomma arabica (ARP Quintet)
- 1987 - Pianoforte senza confini (Raimondo Campisi)
- 1988 – Mr. Frankenstein Blues (Tino Tracanna)
- 1988 – I go (Mimmo Cafiero)
- 1988 – Cats (Attilio Zanchi)
- 1989 – Electric Group (Hilaria Kramer)
- 1991 – Via Venini (Dario Faiella Quartet)
- 1991 - Racconti della tenda rossa (Franco Mussida)
- 1991 – Kitchen Blues (Gigi Cifarelli)
- 1991 - Natale (Elio e le Storie Tese)
- 1993 - In paradiso fa troppo caldo (Gianfranco Manfredi)
- 1993 - Italyan, Rum Casusu Çikti (Elio e le Storie Tese)
- 1993 - Necessary (Novecento)
- 1994 - Jazz Class Orchestra con F. Ambrosetti/P. Woods
- 1994 - Esco dal mio corpo e ho molta paura (Gli inediti 1979-1986) (Elio e le Storie Tese)
- 1994 - Francesco innamorato (Mike Francis)
- 1995 - Chi colora il cielo (Bread)
- 1996 - Eat the Phikis (Elio e le Storie Tese)
- 1996 - Pappa di latte (Mina (cantante))
- 1997 - Festival della canzone regina (Orchestra di Canale 5, Giuseppe Vessicchio)
- 1997 - So Funky (Mauro Negri Quartet)
- 1998 - Il bacio di Rodin (Dario Failla Quartet)
- 1998 - The Great NACO Orchestra
- 1999 - La sfera (Francesca Touré)
- 1999 - Il suono elegante (Massimo Colombo)
- 1999 - Live at Mantova Jazz Festival (Mauro Negri Quartet)
- 1999 - Craccracriccrecr (Elio e le Storie Tese)
- 1999 - With the eyes of a child (Gigi Cifarelli)
- 1999 - Tutti gli uomini del deficiente (album) (Elio e le Storie Tese)
- 2000 - Clarinet trip (Mauro Negri Quartet)
- 2001 - Made in Japan - Live at Parco Capello
- 2001 - Terre rare (Dario Faiella)
- 2001 - Interamnia Jazz Orchestra guest Bob Mintzer
- 2003 - Cicciput (Elio e le Storie Tese)
- 2003 - Live in Mono (La Drummeria)
- 2003 - Trio Bobo
- 2004 - Il meglio di Grazie per la splendida serata (Elio e le Storie Tese)
- 2004 - Ho fatto due etti e mezzo, lascio? (Elio e le Storie Tese)
- 2005 - Biba Band Live
- 2007 – Drum & JAO (Jazz Art Orchestra)
- 2008 - Studentessi (Elio e le Storie Tese)
- 2008 - Drama (Tetraktis)
- 2010 – 4 (So Funky)
- 2011 – Pepper Games (Trio Bobo)
- 2011 – Color Swing Trio
- 2011 - Battibaleno (Cre-Grest)
- 2012 - Bluebird's Flight (Orch. di Fiati della Valtellina)
- 2013 - L'album biango (Elio e le Storie Tese)
- 2013 - Colors of Life (Lorenzo de Finti)
- 2014 – I musicisti del Teatro alla Scala ft. La Drummeria
- 2015 – Live at Panic Jazz Club (Paolo di Sabatino)
- 2016 – Figgatta de Blanc (Elio e le Storie Tese)
- 2018 – No Latin (Alessio Menconi)
- 2018 – Arrivedorci (Elio e le Storie Tese)
- 2018 – Road To Nowhere (Trevor And The Wolves)
- 2019 – Sensurround (Trio Bobo)
- 2021 – P60LO FR3SU (3 cd) (Paolo Fresu)